# Сентябрьские ночи
«Сентябрьские ночи» — (чеш. Zářijové noci) — чехословацкий чёрно-белый художественный фильм, драма 1957 года. Экранизация одноимённой пьесы Павла Когоута 1955 года.

## Сюжет
Фильм представляет жизнь профессиональной армии. Командир не пускает в увольнение молодого поручика, беременная жена которого вскоре должна рожать. Однако поручник тайно ночью выходит в город, чтобы побыть у жены. Недоброжелатели донесли о его своеволии. Теперь командиру нужно решать, как поступать.

## В ролях
- Вацлав Логниский — майор Чибулька
- Ладислав Пешек — полковник Сова
- Станислав Ремунда — поручик Забрана
- Зденек Ржегорж — поручик Йиргала
- Иржи Вала — поручик Фара
- Владимир Меншик — сержант Марцак
- Йозеф Блага — полковник Цмеляк
- Властимил Бродский — рядовой Гуса
- Иржи Совак — майор Фялька
- Либуше Гавелкова — жена майора Чибульки
- Мария Томашова — жена поручика Забраны
- Ярослав Мареш — сержант Ржимса
- Владимир Брабец — Тиштян
- Милош Ваврушка — патруль